# Signora per una notte
Signora per una notte (Lady for a Night) è un film del 1942 diretto da Leigh Jason.
È un film drammatico statunitense a sfondo romantico con Joan Blondell, John Wayne, Blanche Yurka e Philip Merivale.

## Produzione
Il film, diretto da Leigh Jason su una sceneggiatura di Isabel Dawn e Boyce DeGaw con il soggetto di Garrett Fort, fu prodotto da Albert J. Cohen per la Republic Pictures e girato dal settembre al 14 novembre del 1941. I titoli di lavorazione furono The Lady of New Orleans, Lady from New Orleans e Memphis Belle.

## Distribuzione
Il film fu distribuito con il titolo Lady for a Night negli Stati Uniti dal 5 gennaio 1942 al cinema dalla Republic Pictures.
Alcune delle uscite internazionali sono state:
- nel Regno Unito il 13 aprile 1942
- in Portogallo il 24 dicembre 1943 (Era uma Vez uma Lady...)
- in Spagna il 21 gennaio 1946 (Dama por una noche)
- in Svezia il 26 dicembre 1947 (Jack Morgan, äventyraren)
- in Finlandia il 3 giugno 1949 (Yhden yön tyttö)
- in Brasile (Dama por uma Noite)
- in Italia (Signora per una notte)

## Promozione
Le tagline sono:
- "FROM THE DEEP ROMANTIC SOUTH COMES ANOTHER THRILLING DRAMA OF LOVE AND INTRIGUE".
- "ANOTHER GREAT HEROINE - Remember JEZEBEL?...SCARLETT O'HARA?...Jenny Blake is another impulsive lass from the South who defied social conventions to satisfy her burning ambitions".

## Critica
Secondo il Morandini il film è un "mediocre e convenzionale dramma in costume della Republic". Secondo Leonard Maltin il film è un "elaborato film in costume" in cui "il buon cast sembra fuori luogo".